# Gibraltar Range National Park
Gibraltar Range National Park är en park i Australien. Den ligger i delstaten New South Wales, i den sydöstra delen av landet, omkring 490 kilometer norr om delstatshuvudstaden Sydney. Arean är 253 kvadratkilometer.
Trakten runt Gibraltar Range National Park är nära nog obefolkad, med mindre än två invånare per kvadratkilometer.. Det finns inga samhällen i närheten. 
I omgivningarna runt Gibraltar Range National Park växer i huvudsak städsegrön lövskog. Genomsnittlig årsnederbörd är 1 276 millimeter. Den regnigaste månaden är januari, med i genomsnitt 268 mm nederbörd, och den torraste är oktober, med 19 mm nederbörd.